# Learjet 28
Il Learjet 28 è un business jet prodotto dalla statunitense Learjet. Si tratta di un bigetto capace di ospitare otto passeggeri e due membri dell'equipaggio, designato come sostituto del Learjet 25. Il Learjet 29 si distingue per l'aggiunta di un serbatoio per le tratte a lungo raggio, con la conseguente perdita di due posti (sei in tutto, 4 per i passeggeri più due membri dell'equipaggio). Entrambi sono stati commercializzati con il nome Longhorn.

## Storia del progetto
Il Learjet 28 è stato sviluppato partendo dal Learjet 25 a cui sono state apportate delle modifiche, soprattutto alle ali che sono state dotate di winglets, al fine di migliorare i consumi e le prestazioni del velivolo.
Il Learjet 28 effettuò il primo volo il 24 agosto 1977. La certificazione FAA venne assegnata sia al Learjet 28 che al 29, il 29 luglio 1979.
I Learjet 28/29 non hanno avuto un grande successo commerciale. Solo due esemplari del modello 28 e quattro del modello 29, sono stati costruiti prima che la produzione cessasse nel 1982.